# Major facilitator superfamily

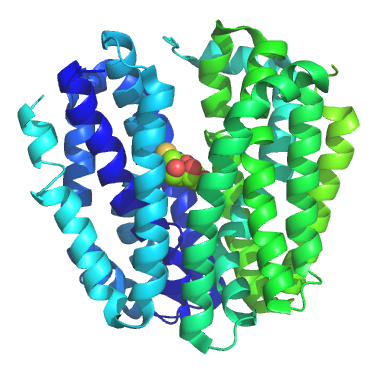
Structure d'une lactose perméase d'E. coli.

En biochimie, la major facilitator superfamily (MFS, littéralement « superfamille majeure de facilitateurs ») est un ensemble de transporteurs membranaires qui facilitent la circulation de petites molécules dissoutes à travers les membranes cellulaires à l'aide de gradients de concentation chimiosmotiques,. 
Ce sont des protéines membranaires qui sont exprimées universellement dans tous les règnes du vivant, où elles assurent l'importation et l'exportation de substrats spécifiques dans et hors des cellules. Lorsqu'elles ont été découvertes, on pensait que ces protéines intervenaient principalement dans l'absorption des sucres, mais des études plus approfondies ont montré que des métabolites, des médicaments, des oligosaccharides, des acides aminés et des oxyanions sont également transportés à travers les membranes biologiques par des protéines de la famille des MFS. Ces protéines assurent le transport de leurs substrats essentiellement de deux manières différentes : en utilisant le propre gradient de concentration du substrat — il s'agit dans ce cas d'un uniport — ou en utilisant le gradient de concentration d'une autre molécule — il s'agit dans ce cas d'un cotransporteur, de type symport ou antiport, assurant le transport actif du substrat principal.

## Structure et fonctionnement
On a pu caractériser par cristallographie aux rayons X la structure d'un grand nombre de transporteurs de la MFS. Les premiers à l'avoir été sont l'antiport glycérol-3-phosphate/phosphate GlpT et le symport lactose/proton LacY (lactose perméase) chez E. coli. La structure de ces protéines a permis de comprendre le fonctionnement de l'ensemble des transporteurs de la MFS en permettant de modéliser leur mécanisme de transport. Depuis lors, de nombreuses autres structures de transporteurs de la MFS ont été élucidées, illustrant la spécificité à divers substrats et différents états au cours du cycle de changements conformationnels,. La structure de transporteurs de la MFS issus d'eucaryotes a par la suite été élucidée, dont un transporteur de phosphate PiPT de champignon, un transporteur de nitrate NRT1.1 de plante, et le transporteur de glucose humain GLUT1.
Le mode de repliement principal des protéines MFS, homologues entre elles, repose sur douze hélices α transmembranaires, avec deux groupes de six hélices constitués par les domaines N-terminal et C-terminal, reliés entre eux par une longue boucle cytoplasmique. Les deux moitiés de la protéine se referment à la façon de la coquille d'un bivalve à l'aide d'interactions aux extrémités des hélices transmembranaires et des boucles extracellulaires,. Il se forme ainsi une cavité aqueuse à l'intérieur de la membrane, qui s'ouvre alternativement sur le cytoplasme ou sur le périplasme ou le milieu extracellulaire. Les résidus d'acides aminés qui tapissent la paroi de cette cavité déterminent la spécificité du transporteur vis-à-vis de substrats particuliers,. On pense que de nombreux transporteurs de la MFS sont des dimères à la fois in vitro et in vivo, certaines observations suggérant que cette oligomérisation joue également un rôle dans le fonctionnement de ces protéines.

### Mécanisme dit «d'interrupteur à bascule»

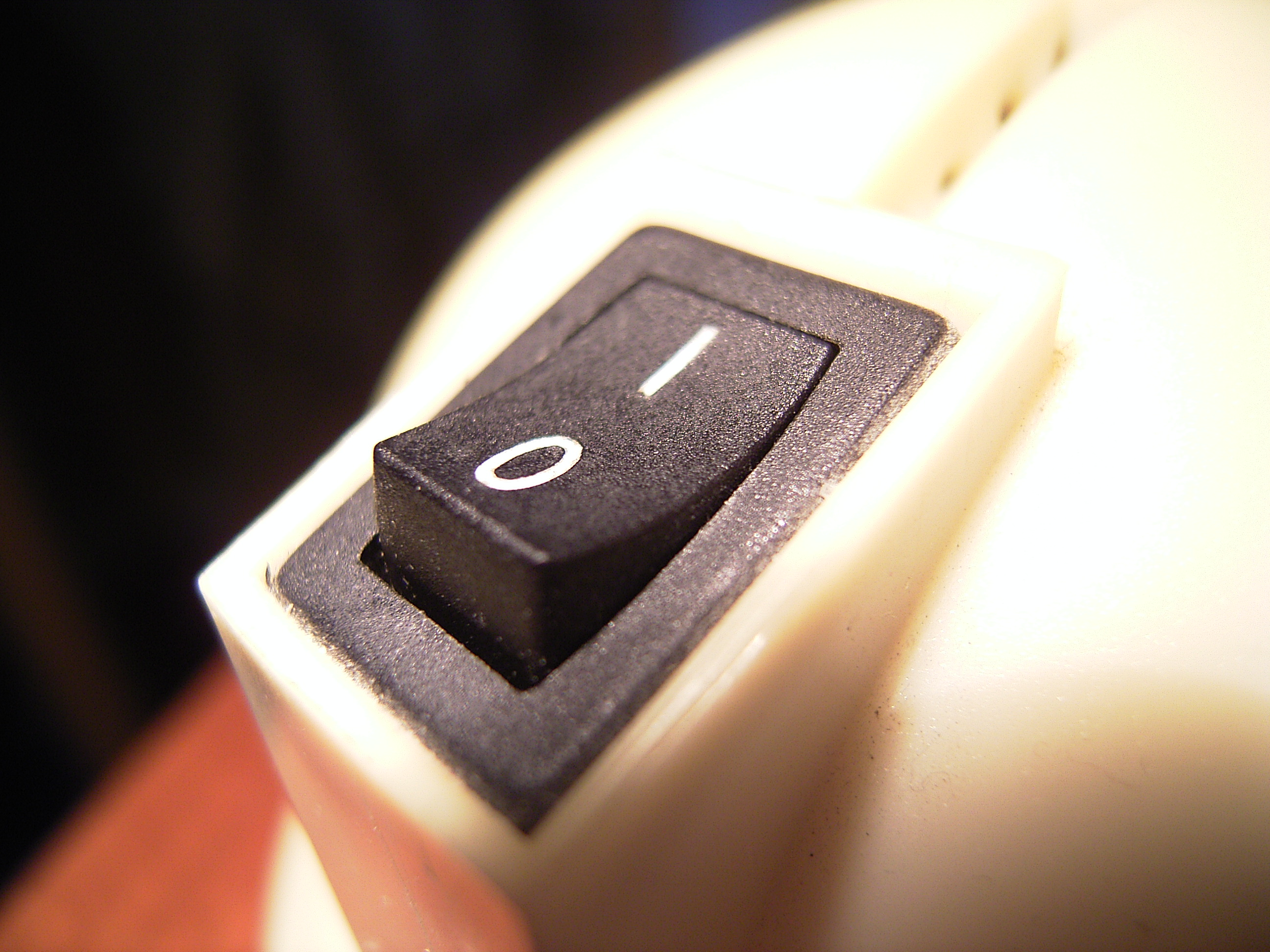
Interrupteur à bascule.

Le mécanisme d'ouverture alternativement d'un côté et de l'autre de la membrane qui sous-tend le transport des substrats de la plupart des transporteurs de la MFS est généralement appelé mécanisme rocker switch,, c'est-à-dire d'interrupteur à bascule. Dans ce modèle, le transporteur s'ouvre tantôt du côté cytoplasmique, tantôt du côté extracellulaire, en refermant son côté opposé, agissant comme un sas qui empêche l'ouverture d'un conduit traversant directement la membrane. Ainsi, dans le cas de la lactose perméase, l'un des transporteurs de la MFS les plus étudiés, le lactose et les protons se lient à des sites spécifiques dans la fosse aqueuse du côté périplasmique ; ceci conduit à la fermeture du côté extracellulaire et à l'ouverture du côté cytoplasmique, libérant le substrat dans la cellule tandis que la protéine retrouve sa configuration initiale en se refermant du côté cytoplasmique et en s'ouvrant du côté extracellulaire.

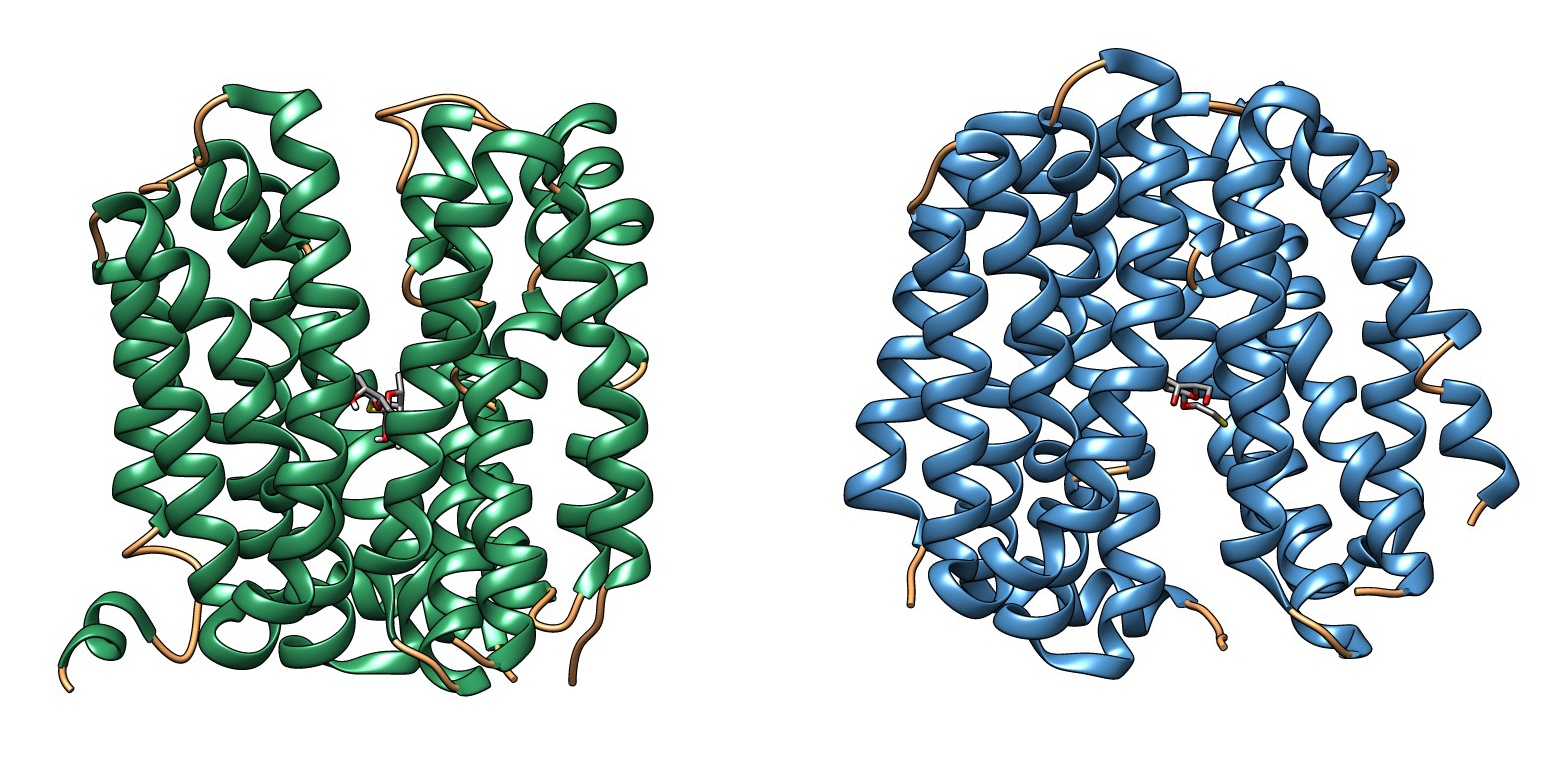
Conformation de la lactose perméase (LacY) en ouverture extracellulaire (à gauche) et cytoplasmique (à droite) (PDB 4OAA[8] et PDB 2Y5Y[1]).

Les protéines d'export et les antiports de la MFS suivent le même genre de cycle, bien que les protéines d'export se lient au substrat côté cytoplasmique et le libère côté extracellulaire, tandis que les antiports se lient aux substrats des deux côtés et les libèrent chacun de l'autre côté. Bien que, dans la plupart des cas, la structure des protéines de la MFS suggère d'importantes modifications structurelles lors de la liaison au substrat, ces modifications peuvent être assez limitées dans le cas de substrats de petite taille, comme c'est le cas pour le transporteur de nitrate NarK.

### Spécificité envers les substrats
Si les transporteurs de la major facilitator family ont été initialement identifiés pour leur rôle dans le transport des sucres depuis les procaryotes jusqu'aux mammifères, ils sont en réalité remarquables par la diversité de substrats qu'ils sont à même de transporter, depuis de petits oxyanions,, jusqu'à de grands fragments peptidiques. Certains transporteurs de la MFS sont remarquables par leur manque de sélectivité, ce qui leur permet de transporter un large éventail de drogues, médicaments et xénobiotiques,,. La spécificité au substrat est déterminée essentiellement par les chaînes latérales des résidus d'acides aminés tapissant la cavité centrale creusée par le transporteur dans la bicouche lipidique de la membrane,. Si l'on nomme généralement les transports en fonction du substrat transporté présentant le plus grand intérêt physiologique ou métabolique, cela ne signifie pas qu'ils ne transportent que ces substrats-là : il peut également y avoir des ions ou des molécules co-transportées (dans le même sens) ou anti-portées (en sens opposés) ; il peut s'agir par exemple de molécules d'eau, ou d'ions réalisant un couplage chimiosmotique fournissant l'énergie nécessaire au transport actif du substrat.

## Origine et évolution
L'origine du mode de repliement particulier des transporteurs de la MFS fait l'objet d'intenses débats. Toutes les perméases de ce type connues au début du XXIe siècle possèdent deux domaines à six hélices transmembranaires sur une seule chaîne polypeptidique, bien que certaines familles de protéines de la MFS possèdent deux hélices transmembranaires supplémentaires. Des indices laissent penser que les perméases de la MFS sont apparues par duplication intragénique en tandem chez les tout premiers procaryotes à partir de ce qu'on suppose avoir été à l'origine un dimère à six hélices. De plus, le motif spécifique hautement conservé entre les segments transmembranaires 2 et 3 des transporteurs de la MFS, ainsi que le motif apparenté mais moins conservé entre les segments transmembranaires 8 et 9, s'avère être une caractéristique de pratiquement tous — plus de 300 — les transporteurs dont la structure a été établie. Cependant, l'origine du domaine primordial à six hélices demeure largement débattue. Certains éléments fonctionnels et structurels laissent penser qu'il proviendrait d'un domaine plus simple à trois hélices,, mais les données phylogéniques manquent pour étayer cette hypothèse par une analyse bioinformatique probante,.

## Pathologies humaines associées
Les transporteurs de la major facilitator superfamily jouent un rôle central dans la physiologie humaine et interviennent dans un certain nombre de maladies, que ce soit à travers une action aberrante, le transport de médicaments ou au contraire en induisant une pharmacorésistance contre ces médicaments. Le transporteur OAT1 transport un certain nombre d'analogues de nucléosides très importants comme antiviraux. La résistance aux antibiotiques est fréquemment le résultat de l'action de gènes de résistance MFS. On a également pu montrer que des mutations de transporteurs de la MFS sont responsables de maladies neurodégénératives, de troubles vasculaires cérébraux et de maladies de stockage du glucose.